# 贝卡尔特
贝卡尔特（NV Bekaert SA，布鲁塞尔泛欧交易所：BEKB）是一家比利时公司，其主要业务是钢丝改造和涂料。贝卡尔特在45个国家/地区开展业务，2019年的总销售额为51亿欧元。